# Notoplax arabica
Notoplax arabica är en blötdjursart som beskrevs av Kaas och Van Belle 1988. Notoplax arabica ingår i släktet Notoplax och familjen Acanthochitonidae. Inga underarter finns listade i Catalogue of Life.